# Monte Vandalino
Il monte Vandalino è una vetta delle Alpi Cozie. È caratterizzata da due cime, quella orientale alta 2121 m s.l.m. e quella occidentale alta 2140 m s.l.m.. Stuata tra la Val Pellice, il Vallone degli Invincibili e la Valle d'Angrogna, la prominenza topografica della sua cima occidentale è di 67 metri.

## Storia

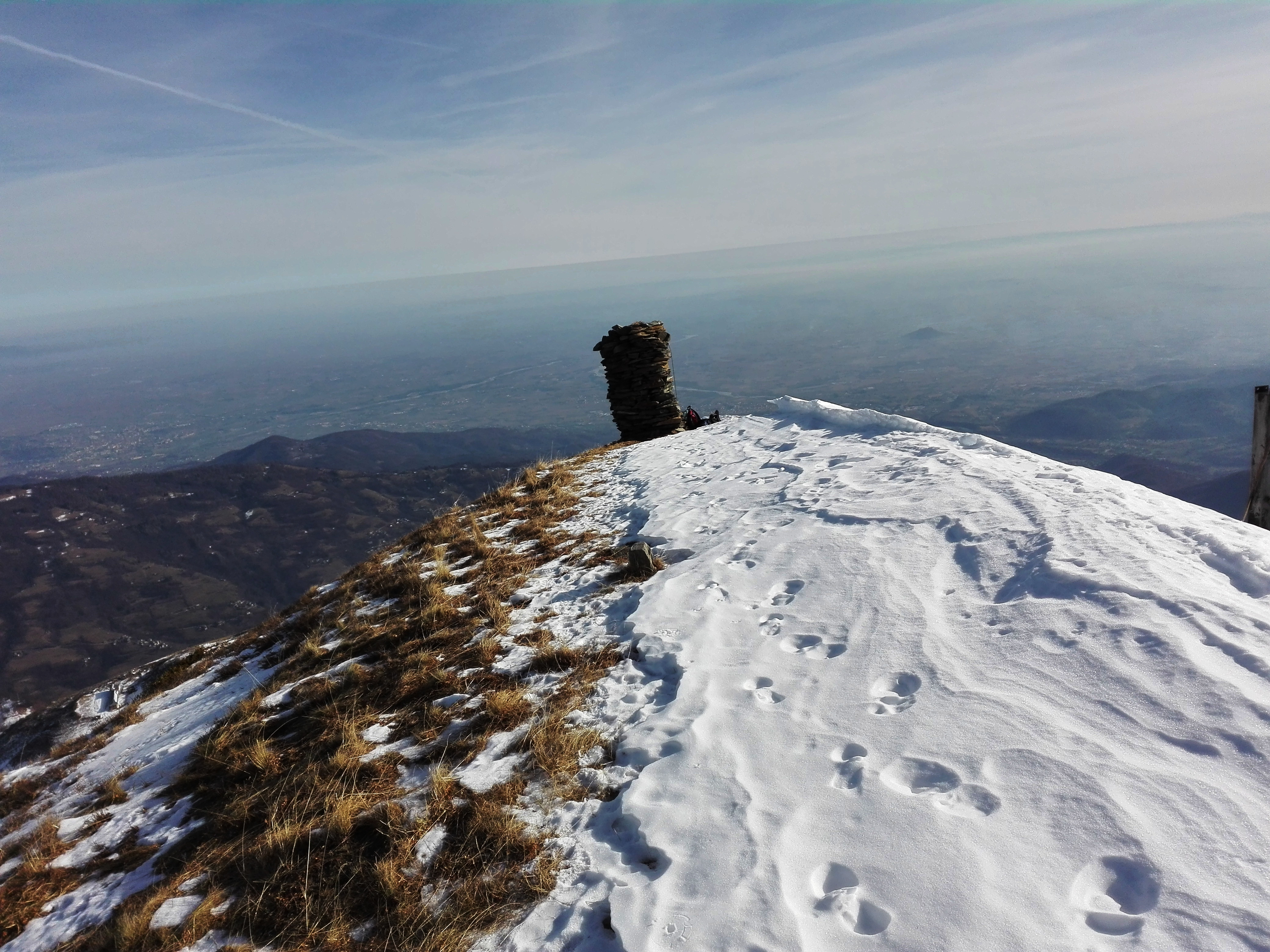
La vetta orientale della montagna con la vista sulla pianura.

Sul lato sud-est, sopra la borgata Bonnet, al piede del Castelluzzo, si trova la grotta Bars de la Tagliola che serviva ai valdesi come nascondiglio durante il tempo delle persecuzioni. Durante la campagna di proselitismo condotta tra i valdesi nella metà del XIX secolo da Lorenzo Snow, apostolo missionario della Chiesa di Gesù Cristo dei Santi degli Ultimi giorni, alla cima fu dato il nome di "Mount Brigham Young"  in onore del profeta mormone dell'epoca. Proprio lì Snow fece una profezia riguardo alla futura espansione del mormonismo in Italia. 
Sul lato opposto verso la frazione Pra del Torno (Angrogna) si trova il rifugio Barfè.
Negli anni 1960 fu costruita dalla Società Seggiovia Vandalino una seggiovia che portava dalla frazione Santa Margherita di Torre Pellice alla Sea di Torre situata sui 1250  m s.l.m. sul lato est della montagna. È fuori servizio dagli anni 1980. Il percorso Vandalino è utilizzato per gare motociclistiche dal 1972.

## Accesso alla vetta

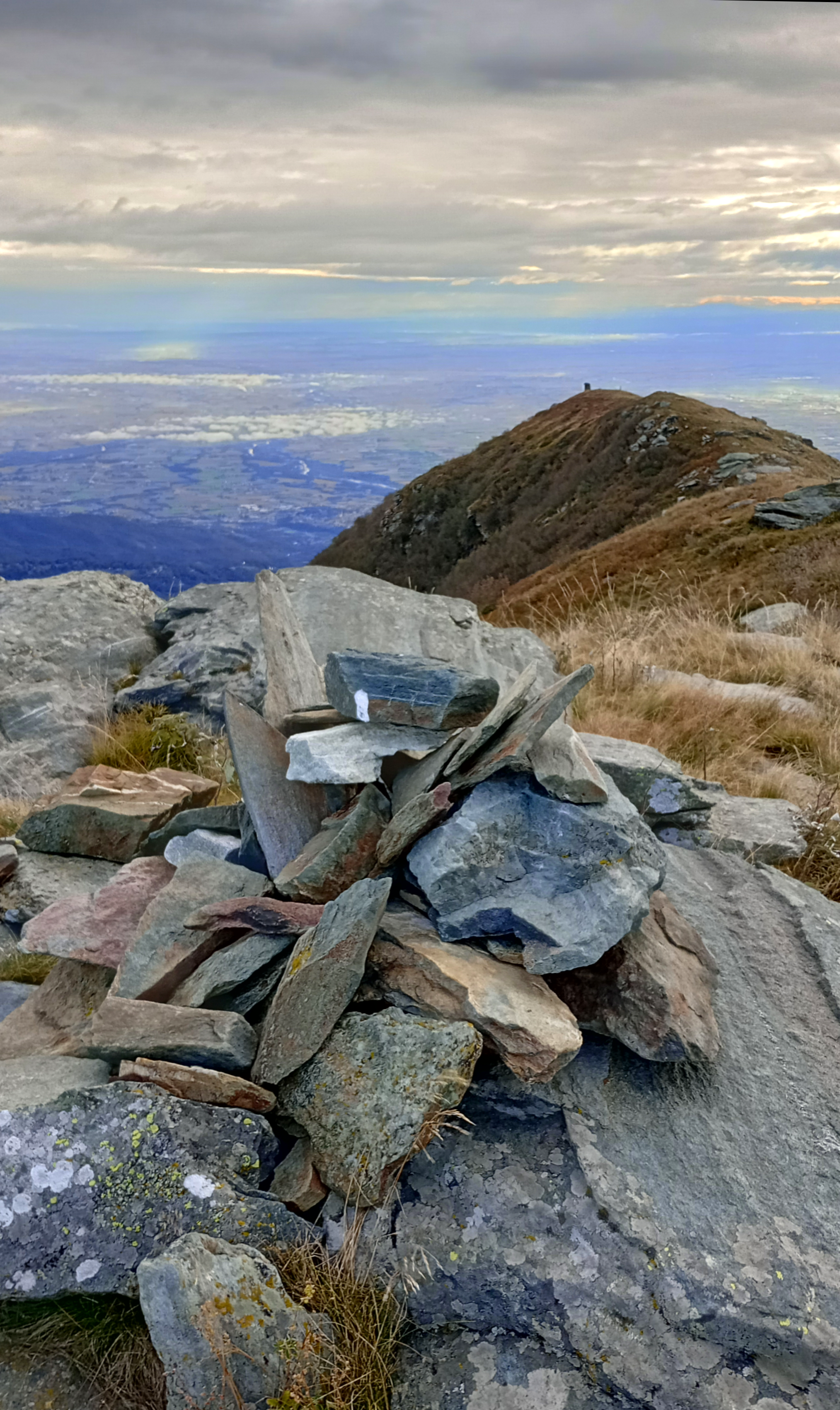
L'ometto sulla cima occidentale, sullo sfondo la cima orientale e la pianura padana

Si raccomanda ad iniziare la salita alla Sea di Torre e non ai Bonnet o sul Castelluzzo, perché quei sentieri che una volta portavano da lì al Vandalino ora sono ricoperti da piante, ed comunque la salita è molto ripida. Però, anche ai Bonnet c'è un sentiero che porta alla Sea. Il Castelluzzo inoltre non è solo raggiungibile dai Bonnet, ma anche da Villar Pellice. 
Sulla vetta orientale si trova un grosso cippo cilindrico e un prato largo; un po' più in basso verso il lato della Val Pellice si trovano delle rovine di pietra che presumibilmente servivano una volta ai pastori come luogo di pernottamento. Con il bel tempo si può godere di un vasto panorama meraviglioso: verso ovest si può vedere la pianura del Pinerolese e Cuneese con la Rocca di Cavour, verso sud-est l'alta Val Pellice con i monti Frioland e  Granero, verso nord la Valle d'Angrogna col Monte Servin. Con ottime condizioni di visibilità la vista può arrivare fino alla Valle d'Aosta. La vetta occidentale è segnalata da un rustico ometto di pietrame.